# Grevillea dielsiana
Grevillea dielsiana es un arbusto que es endémico de la región de Geraldton en Australia Occidental. 

## Descripción
Alcanza una altura de entre  0.6m y 2m. Las flores varían de color con, rosas, rojos, naranjas y amarillos.   

## Taxonomía
Grevillea dielsiana fue descrita por Charles Austin Gardner y publicado en Journal of the Royal Society of Western Australia 27: 169. 1942.
Etimología
Grevillea, el nombre del género fue nombrado en honor de Charles Francis Greville, cofundador de la Royal Horticultural Society.
dielsiana: epíteto otorgado en honor de Friedrich Ludwig Emil Diels.